# Bedinje
Bedinje (makedonska: Бедиње) är en stadsdel i Kumanovo i Nordmakedonien. Den ligger i kommunen Kumanovo, i den centrala delen av landet, 27 kilometer nordost om huvudstaden Skopje. Bedinje ligger 340 meter över havet och antalet invånare är 2 256.